# آورو نوع دی
آورو نوع دی (به انگلیسی: Avro Type D) یک هواپیمای ساختِ کارخانهٔ آورو در کشور بریتانیا است. این هواپیما در ۱ آوریل ۱۹۱۱ میلادی نخستین پرواز خود را انجام داد.